# Diritto penale italiano
Il diritto penale italiano è il diritto penale vigente nella Repubblica Italiana.

## Storia

### Diritto penale pre-moderno
Le radici politico-culturali del diritto penale moderno risalgono in larga misura all’Illuminismo del XVIII secolo. Il pensiero illuminista elaborò un insieme di principi fondamentali che segnarono una svolta rispetto alla realtà giuridico-penale dell’Ancien Régime, contribuendo a delineare una razionalità punitiva orientata a bilanciare l’efficacia repressiva con la tutela dei diritti individuali.
Fino alla metà del Settecento, il sistema penale europeo si presentava come un insieme disorganico e opaco, sotto diversi aspetti: dalla definizione normativa dei reati, agli strumenti sanzionatori, fino alla disciplina processuale. L’assenza di una codificazione in senso moderno e la sovrapposizione caotica di fonti normative eterogenee contribuivano a rendere incerto l’ambito dei comportamenti punibili. A ciò si aggiungevano frequenti ingerenze del potere esecutivo, che spesso esautorava o sostituiva quello giudiziario. Un esempio emblematico di ciò è rappresentato dalle lettres de cachet della Francia pre-rivoluzionaria, con cui il sovrano poteva disporre direttamente la detenzione o la pena.
Ulteriore elemento di confusione derivava dalla persistente sovrapposizione tra crimine e peccato. In tale contesto, la giustizia penale fungeva anche da strumento del potere religioso, perseguendo comportamenti considerati peccaminosi oltre che illeciti. Offese alla divinità, come la bestemmia, o violazioni della morale sessuale dominante, come l’adulterio o la sodomia, erano considerati reati gravissimi.
Il quadro sanzionatorio risultava particolarmente severo, dominato da arbitrarietà, crudeltà e spettacolarità. Le pene corporali erano largamente diffuse e la loro esecuzione spesso assumeva una funzione intimidatoria attraverso forme estremamente violente e pubbliche. Esecuzioni come lo squartamento erano precedute da torture e sevizie, che potevano includere mutilazioni, l’uso di metalli fusi o la bruciatura con zolfo.
Il processo penale era improntato ai principi del sistema inquisitorio: segretezza, centralità della forma scritta e forte squilibrio a favore dell’accusa. La confessione dell’imputato, considerata la prova regina, veniva spesso estorta mediante coercizione fisica, inclusa la tortura.
La giustizia criminale dell’epoca pre-illuminista è stata criticata da numerosi autori. Il giurista francese Faustin Hélie la descriveva come una legislazione armata di strumenti di estrema severità, priva del concetto di diritto alla difesa o di equità nella proporzione tra delitti e pene, volta più alla vendetta pubblica che alla giustizia.
Le premesse per il superamento di questo sistema iniziarono a emergere già nel XVII secolo, grazie alla riflessione filosofico-giuridica del giusnaturalismo laico. Questo orientamento, contrario alle concezioni teocratiche allora dominanti, mirava a fondare la legittimazione dello Stato su un diritto naturale razionale e terreno. Tra i principali esponenti di tale corrente si annoverano Hugo Grozio, Samuel Pufendorf, Christian Thomasius e John Locke.
Questo nuovo approccio favorì un processo di secolarizzazione e laicizzazione dello Stato, con inevitabili ricadute anche in ambito penale. Grozio stesso sottolineò la necessità di distinguere nettamente tra peccato e reato, riaffermando l’autonomia delle rispettive sfere della morale e del diritto.

### Illuminismo penale
L'Illuminismo penale rappresenta una fase fondamentale del processo di modernizzazione del diritto penale, maturata nell'ambito del pensiero illuministico del XVIII secolo. Diversi pensatori europei diedero un contributo decisivo a tale trasformazione, tra cui Jeremy Bentham in Inghilterra, Montesquieu e Voltaire in Francia, Hommel e Feuerbach in Germania, Cesare Beccaria, Gaetano Filangieri e Mario Pagano in Italia.

#### Obiettivi e caratteristiche generali
L'obiettivo comune degli autori illuministi fu quello di razionalizzare il sistema penale, rendendolo uno strumento efficace per la prevenzione dei reati, la limitazione dell’arbitrio giudiziario e la mitigazione delle pene, evitando sofferenze eccessive e ingiustificate. Gli illuministi si concentrarono soprattutto su questioni di politica criminale e di scienza della legislazione, agendo più come “politici del diritto” che come giuristi in senso tecnico.

#### Fondamenti teorici
I presupposti teorici dell'Illuminismo penale si fondano su due concezioni centrali della filosofia politico-giuridica dell’epoca:
- Contrattualismo: lo Stato trae legittimazione da un contratto sociale tra individui e ha il compito di tutelare i diritti naturali.
- Utilitarismo: l'utilità sociale è vista come il risultato del miglior soddisfacimento dei diritti individuali.

Da tali premesse deriva una netta affermazione del principio di legalità, ritenuto un baluardo irrinunciabile della libertà individuale. In questo contesto, Cesare Beccaria affermava che solo il legislatore, rappresentante del patto sociale, può decretare pene.

#### Interpretazione e selezione legislativa
Gli illuministi mostrarono diffidenza verso la discrezionalità giudiziaria. Montesquieu sosteneva che i giudici dovessero essere semplici “bocche della legge”, mentre Beccaria respingeva anche l'idea di interpretare la legge secondo il suo “spirito”, considerandola pericolosa e fonte di arbitrarietà.
In merito alla selezione dei reati, si affermò il principio della laicizzazione del diritto penale: solo le condotte che provocano un danno sociale concreto e ledono diritti altrui meritano sanzione. Da qui le critiche alle figure di reato fondate esclusivamente su norme morali o religiose.

#### La pena: razionalizzazione e umanizzazione
Dal pensiero illuminista emerge una duplice esigenza in ambito sanzionatorio:
- Razionalizzazione della pena, come strumento necessario e proporzionato.
- Umanizzazione, rifiutando ogni forma di terrorismo punitivo.

Secondo Beccaria, la pena deve essere utile solo per prevenire nuovi reati e deve agire più tramite la certezza e la prontezza della sanzione che tramite la sua severità. Si consolida così l’idea della pena come extrema ratio, proporzionata alla gravità del danno sociale arrecato.

#### Influenza storica e legislativa
Le idee dell'Illuminismo penale influenzarono profondamente sia il pensiero giuridico sia la legislazione. Il trattato Dei delitti e delle pene (1764) di Beccaria ebbe enorme risonanza, ispirando sovrani illuminati come Caterina II di Russia, Giuseppe II d’Austria e Pietro Leopoldo di Toscana.
Tra le riforme più significative vi fu quella del Granducato di Toscana nel 1786 (leopoldina), che abolì la tortura e la pena di morte, sancì la proporzionalità tra delitto e pena e introdusse un processo più garantista.

#### Riflessione nella Dichiarazione dei diritti dell'uomo (1789)
I principi dell’Illuminismo penale furono recepiti anche nella Dichiarazione dei diritti dell’uomo e del cittadino (1789), in particolare:
- Art. 5: principio della dannosità sociale.
- Art. 7: principio di legalità.
- Art. 8: necessità delle pene.
- Art. 9: presunzione d’innocenza.

#### Il codice penale del 1791
Tali principi trovarono attuazione nel Codice penale rivoluzionario del 1791, che enfatizzava:
- il principio di eguaglianza,
- l’abbandono di classificazioni basate sullo status personale,
- la tendenza alla mitigazione delle pene (es. privilegio della pena detentiva),
- l’introduzione di pene fisse per garantire certezza.

#### Limiti e compromessi storici
Nonostante l’importanza delle riforme ispirate all’Illuminismo, questi ideali non riuscirono mai ad affermarsi in forma pura. Come spesso accade, le trasformazioni legislative furono il risultato di compromessi e adattamenti politici.

### Nascita della moderna scienza penalistica italiana e la Scuola classica
La nascita della moderna scienza del diritto penale in Italia è comunemente fatta risalire alla cosiddetta Scuola classica, sviluppatasi nella seconda metà del XIX secolo. Il principale esponente di tale corrente fu Francesco Carrara, autore del celebre Programma del corso di diritto criminale, opera che ancora oggi rappresenta un monumento della scienza penalistica.
La definizione di “classica” è stata attribuita in seguito, in funzione della contrapposizione con la successiva Scuola positiva. In realtà, la Scuola classica non si presenta come un blocco monolitico: al suo interno convivono orientamenti teorici anche molto differenti tra loro. Tuttavia, è possibile individuare alcuni elementi comuni che ne permettono una definizione unitaria.
Dal punto di vista teorico, la Scuola classica si fonda su principi razionalistici e giusnaturalistici di matrice illuministica, integrati in modo eclettico con influenze dello spiritualismo cattolico. La sua impostazione mira a individuare leggi eterne e immutabili della ragione, da porre a fondamento di un diritto penale giusto e sottratto all’arbitrarietà dei legislatori storici. Il reato viene così concepito come un ente giuridico che lede diritti riconosciuti da norme assolute, indipendenti dal diritto positivo.
Tuttavia, come riconosce lo stesso Carrara, accanto a una parte "teorica" del diritto penale, esiste anche una parte "pratica", relativa al contenuto normativo positivo storicamente posto dallo Stato. Ne deriva un dualismo tra teoria e prassi, tra diritto naturale e diritto positivo, che attraversa tutta la riflessione classica.
Uno dei maggiori contributi della Scuola classica è proprio nella teoria del reato, che viene analizzato non come fenomeno naturale o sociale, ma come concetto giuridico. Il reato è definito come un'azione umana scaturente dalla libera volontà di un soggetto imputabile, sottintendendo una visione antropologica dell’uomo fondata sulla responsabilità individuale e sul libero arbitrio. Tale impostazione, coerente con il liberalismo individualista, porta a concepire il diritto penale come giudizio su fatti e non sulle persone: irrilevanti sono le inclinazioni morali del reo, mentre centrale è la gravità oggettiva del fatto illecito.
A Carrara si deve inoltre la distinzione strutturale del reato in due elementi fondamentali: quello materiale (la "forza fisica") e quello psicologico (la "forza morale"), anticipando così la moderna teoria bipartita dell’illecito penale.

Per quanto riguarda la teoria della pena, la Scuola classica non presenta un orientamento univoco. In generale, essa si distacca dalle teorie preventive e utilitaristiche dell’illuminismo settecentesco. Alcuni autori, come Pessina e Brusa, sostengono una concezione retribuzionistica, fondata su un’idea di retribuzione giuridica. Più articolata è invece la posizione di Carrara, che distingue tra valutazione etica e valutazione giuridica: il fine della pena, secondo lui, non è né la vendetta né la retribuzione morale, bensì il ristabilimento dell’ordine esterno turbato dal reato. Come scrive Carrara:
"Il fine primario della pena è il ristabilimento dell’ordine esterno nella società".
Dal punto di vista critico, la Scuola classica mostra oggi elementi considerati superati, come l’eccessiva fiducia razionalistica nella possibilità di cogliere princìpi assoluti di ragione o la rigida dicotomia tra diritto e morale. Tuttavia, il suo contributo rimane centrale per lo sviluppo di una scienza penalistica razionale e garantista, capace di andare oltre la mera esegesi normativa per includere anche la riflessione sulla politica criminale e sulla scienza della legislazione.

### Scuola positiva (criminologia)
Nell’ultimo trentennio del XIX secolo nacque in Italia un originale movimento di pensiero che trasformò profondamente il modo di concepire il reato e l’intero sistema del diritto penale: la scuola positiva. Tale corrente, rappresentata principalmente da Cesare Lombroso, Enrico Ferri e Raffaele Garofalo, si ispirava alla più ampia filosofia positivista sviluppatasi in Europa nel corso del secondo Ottocento.
Il termine "positiva" evidenzia infatti il legame tra questa scuola e il positivismo criminologico, ossia l’applicazione dei postulati del positivismo filosofico alla criminologia e al diritto penale. In base a tale prospettiva, il reato non è più concepito come una costruzione giuridica astratta fondata su principi razionali, ma come fenomeno naturale, bio-psicologico e sociale. Il delitto è quindi visto come l’azione concreta di un individuo influenzato da fattori fisici, antropologici e ambientali.
Secondo questa impostazione, tali condizionamenti sarebbero così determinanti da annullare la libertà di volontà. Il delinquente non sarebbe dunque libero di scegliere tra il bene e il male, ma sarebbe determinato al crimine da una legge di causalità naturale. Ne consegue una critica radicale al concetto di libero arbitrio, e quindi all’idea di responsabilità morale, alla colpevolezza come rimprovero, e alla pena retributiva. Questi capisaldi del diritto penale classico vengono sostituiti dai concetti di pericolosità sociale e di reazione penale come strumento di difesa sociale.
Il diritto penale assume così una funzione profilattica, e l’attenzione si sposta dalla struttura giuridica dell’illecito alla personalità del reo, con l’obiettivo di classificare tipologicamente le diverse forme di criminalità.
All’interno della scuola positiva esistono però differenze di orientamento quanto al peso attribuito ai fattori biologici, psicologici e sociali.

#### Cesare Lombroso
Fondatore della scuola positiva, espose le sue teorie nell’opera L’uomo delinquente (1876). Fu il principale sostenitore del determinismo biologico, attribuendo un ruolo decisivo ai fattori fisici e biologici nel comportamento criminale. Secondo Lombroso, il delinquente era paragonabile a un malato, un primitivo o un pazzo, e il crimine era spesso il risultato di anomalie somatiche. Questo lo portò a interessarsi alla misurazione di tratti corporei come la circonferenza cranica o la conformazione dell’occipite.

Lombroso raccontò di aver avuto un’intuizione decisiva durante l’autopsia del brigante Giuseppe Villella, in cui riscontrò una fossetta occipitale mediana, tipica degli stadi embrionali e degli animali inferiori. Scrisse:
«Alla vista di quella fossetta mi apparve d'un tratto, come una larga pianura sotto un infinito orizzonte, illuminato il problema della natura del delinquente, che doveva riprodurre ai nostri tempi i caratteri dell'uomo primitivo giù giù fino ai carnivori».
Tali teorie, oggi considerate scientificamente superate, mancano di riscontri empirici affidabili e pongono problemi etici e ideologici, poiché rischiano di giustificare forme di discriminazione biologica, trattando i delinquenti come una presunta razza inferiore.

#### Raffaele Garofalo
Nell’opera Criminologia (1905), si distaccò dall’approccio antropometrico di Lombroso, enfatizzando invece i fattori psicologici. Spostò il focus sulla personalità del delinquente e sulle sue presunte anomalie psichiche, a prescindere da un fondamento biologico. Il delitto veniva definito come una violazione dei sentimenti altruistici comuni di pietà e probità, ma anche questa impostazione soffriva di un certo grado di vaghezza e indimostrabilità scientifica.

#### Enrico Ferri
Offrì un approccio più sociologico, mettendo in risalto l’influenza del contesto sociale nella genesi del crimine. Pur riconoscendo anche il ruolo dei fattori antropologici e biologici (soprattutto nella fase più matura del suo pensiero), Ferri individuava le cause della criminalità nei fattori socio-economici e ambientali, ponendo così le basi della sociologia criminale.
La sua visione non si limitava all’analisi teorica, ma si proiettava nella politica criminale. Ferri propose un sistema di strumenti preventivi di difesa sociale, denominati sostitutivi penali, ossia riforme volte a rimuovere le cause sociali della criminalità. Tra le sue proposte, alcune apparivano ingenue, come la costruzione degli appartamenti in modo che fosse necessario passare dal camerino del portinaio per accedervi, al fine di prevenire i furti.
Nonostante la vocazione riformista, l’ideologia di Ferri rimase ambigua. Pur sensibile alla questione sociale, il suo pensiero non si fondava su basi marxiste né socialiste. Celebre fu il contrasto con Filippo Turati, leader socialista, che individuava nella struttura economica della società la principale causa della criminalità. Ferri, al contrario, riteneva che anche in una società senza diseguaglianze sociali sarebbero sopravvissute forme di delinquenza dovute ad altri fattori.
Il riformismo positivista di Ferri combinava quindi elementi progressisti con un’impostazione liberale-borghese, e non mancava di tratti autoritarî, in quanto subordinava la tutela dei diritti individuali all’esigenza di difesa collettiva. Questa ambiguità trovò una conferma nella successiva adesione di Ferri al fascismo.

#### Principi fondamentali del positivismo criminologico
Al di là delle differenze tra i singoli autori, i principali capisaldi della scuola positiva possono essere così sintetizzati:
- Spostamento dell’attenzione dal reato come concetto giuridico astratto alla personalità concreta del reo.
- Concezione del delitto come fenomeno determinato da cause naturali, biologiche, psicologiche e sociali.
- Sostituzione del concetto di colpevolezza con quello di pericolosità sociale.
- Concezione della pena come strumento di difesa sociale piuttosto che di retribuzione o espiazione.
- Approccio preventivo e riformista, volto a intervenire sulle cause del crimine piuttosto che sulla punizione del singolo atto.

La scuola positiva ha avuto un’influenza duratura nello sviluppo della criminologia moderna, pur essendo stata superata in molti suoi presupposti teorici e metodologici.

### Genesi ed evoluzione dell’indirizzo tecnico-giuridico
Alla fine del XIX secolo, la cultura penalistica italiana fu profondamente segnata da un acceso dibattito tra la cosiddetta Scuola classica e la Scuola positiva. Lo scontro tra le due correnti teoriche si fece talmente acceso da degenerare spesso in fraintendimenti intenzionali, che impedirono un autentico confronto intellettuale.
Da questo conflitto emersero posizioni intermedie, volte a mediare tra i due approcci. Nacque così una corrente definita "terza scuola" o "scuola eclettica", alla quale aderirono studiosi come Alimena e Carnevale. Questi autori cercarono di conciliare elementi teorici delle due scuole: ad esempio, Alimena rigettava i presupposti filosofici del positivismo ma non negava il concetto di imputabilità, che fondava non sul libero arbitrio bensì su una nozione psicologica di normalità.
Nel medesimo periodo si sviluppò, in parte derivata dal positivismo criminologico, una corrente di orientamento socialista, rappresentata da autori come Ellero, Vaccaro e Manes. Tale corrente enfatizzava l’analisi ideologica e il carattere classista del diritto penale, promuovendo una sociologia criminale "di sinistra" orientata alla riforma della legislazione penale.
L’interesse per una sintesi tra diritto penale e scienze sociali non fu esclusivamente italiano. In Germania, Franz von Liszt propose un modello di scienza penale “integrata”, che mirava a bilanciare il naturalismo criminologico con una visione del diritto penale come Magna Charta libertatis. Questo approccio prevedeva non solo una ricostruzione sistematica del diritto positivo, ma anche l’elaborazione di una politica criminale fondata sull’analisi empirica delle cause del reato e dei profili dei delinquenti. In tale prospettiva, ispirata a un liberalismo riformatore, la pena era concepita principalmente come strumento di prevenzione.
Nonostante l’eterogeneità e talvolta l’approssimazione dei contributi teorici, la cultura penalistica di fine Ottocento rifletteva un fermento intellettuale collegato al più ampio dibattito politico-culturale dell’epoca. Anche tra i critici della scuola positiva si riconosceva l’utilità di un apporto interdisciplinare da parte delle scienze ausiliarie, come la sociologia e l’antropologia criminale.
Con l’inizio del Novecento, tuttavia, si osserva una progressiva regressione di questa tendenza all’integrazione tra diritto penale e scienze sociali. Le ragioni di tale inversione vanno cercate tanto nell’evoluzione del dibattito metodologico interno alla disciplina, quanto nei mutamenti del contesto politico-culturale generale.
Dal punto di vista metodologico, prese piede in Italia l’orientamento che privilegiava l’elaborazione giuridica del diritto penale positivo. Questo indirizzo, definito "tecnico-giuridico", risentiva dell’influenza del giuspositivismo tedesco, in particolare delle teorie di Karl Binding.
L’affermazione del tecnicismo giuridico in Italia avvenne con un certo ritardo rispetto alla Germania, riflettendo le differenti traiettorie culturali e politiche dei due Paesi. Il manifesto di questo nuovo orientamento è comunemente identificato nella prolusione di Arturo Rocco tenuta il 15 gennaio 1910 all’Università di Sassari, in occasione dell’apertura del corso di diritto e procedura penale. In tale discorso, Rocco invitava i giuristi a escludere dalla riflessione penalistica i fondamenti extragiuridici (politici, sociali, morali, psicologici) e a concentrarsi esclusivamente sull’analisi tecnica delle norme penali vigenti. La scienza del diritto penale, secondo Rocco, doveva limitarsi a «studiare il delitto e la pena sotto il lato puramente e semplicemente giuridico», lasciando ad altre discipline il compito di analizzarli sotto aspetti differenti.
L’obiettivo di Rocco era quello di restituire alla scienza penalistica una propria identità giuridica, simile a quella delle altre branche del diritto. Tale esigenza risultava comprensibile, vista la confusione metodologica e la frammentazione teorica che caratterizzavano il panorama penalistico dell’epoca. Preoccupazioni analoghe si manifestavano anche in altri settori giuridici, come testimoniato dalle posizioni di Vittorio Emanuele Orlando in ambito di diritto pubblico.
In una prospettiva storica, l’impostazione di Rocco appare coerente con l’intento di riaffermare il metodo giuridico, pur non escludendo del tutto l’approccio interdisciplinare. Lo stesso Rocco, infatti, affermava che il penalista può, in taluni casi, assumere la prospettiva dell’antropologo, del sociologo o dello psicologo, e che anche lo studio tecnico del diritto può e deve seguire un metodo positivo e sperimentale. Egli distingueva, ma non separava, l’approccio giuridico da quello delle scienze ausiliarie.
Tuttavia, nonostante le intenzioni dichiarate, l’indirizzo tecnico-giuridico finì per favorire una progressiva chiusura ideologica del diritto penale, soprattutto in senso conservatore. Negli anni successivi, e in particolare durante il regime fascista, tale approccio fu utilizzato per giustificare l’allontanamento dal dibattito sui fondamenti politici del diritto penale, sostenendo una visione “apolitica” che di fatto avallava le istanze autoritarie dello Stato. Il rigido positivismo giuridico promosso da Rocco portava a considerare come unico oggetto della scienza penalistica le norme penali positive, valide perché emanate dallo Stato, trascurando qualsiasi valutazione di giustizia sostanziale o fondamento etico.
Questa concezione del diritto si prestava, dunque, a fungere da giustificazione teorica per politiche repressive orientate alla conservazione dell’ordine costituito. Con il tempo, tale impostazione si radicalizzò ulteriormente: studiosi come Manzini, nella sua maturità, applicarono il metodo tecnico-giuridico con rigore ancora maggiore rispetto a quanto teorizzato dallo stesso Rocco.
Fu infine durante il periodo fascista che i risvolti autoritari dell’indirizzo tecnico-giuridico si manifestarono in modo evidente e sistematico.

### Movimento della nuova difesa sociale
Il movimento della nuova difesa sociale si è sviluppato nel secondo dopoguerra, in particolare in Francia, suscitando interesse anche nell’ambiente penalistico italiano. Le sue radici affondano in parte nel positivismo criminologico, ma si distingue per una marcata ispirazione umanitaria. L'obiettivo principale del movimento era l'ammodernamento del diritto penale, in particolare del trattamento sanzionatorio, attraverso il recepimento delle indicazioni provenienti dalle scienze criminologiche più avanzate.
Nonostante tali intenzioni, il movimento non è riuscito a consolidarsi in una dottrina unitaria e coerente. È stato piuttosto un insieme eterogeneo di proposte, attraversato da correnti anche profondamente divergenti, generalmente classificabili come "radicale" e "moderata".
La corrente radicale, che ha avuto minore risonanza nella dottrina italiana, è rappresentata principalmente da Filippo Gramatica, studioso genovese più noto all’estero che in patria. Essa proponeva un superamento del diritto penale tradizionale, attraverso due direttrici principali: da un lato, la sostituzione del concetto di responsabilità penale legata alla commissione di un reato con quello di antisocialità soggettiva, fondato sulla struttura bio-psichica della personalità; dall'altro, l’adozione di misure di sicurezza preventive, di tipo pedagogico e terapeutico, in luogo delle pene retributive tradizionali.
Questa impostazione ha sollevato numerose critiche per il rischio che comportava sul piano delle garanzie: il concetto di antisocialità soggettiva, estremamente vago e manipolabile, apriva infatti la strada a possibili abusi nell’applicazione delle sanzioni.
Di orientamento più moderato è invece la corrente francese riconducibile a Marc Ancel, che ha avuto una maggiore influenza a livello internazionale. Secondo Ancel, la nuova difesa sociale non rappresenta una dottrina sistematica, bensì un atteggiamento spirituale, volto a razionalizzare e umanizzare il diritto penale esistente. Essa mira a perfezionare le tecniche sanzionatorie, favorendo la massima individualizzazione del trattamento e il suo adeguamento all’obiettivo della risocializzazione del condannato.
In questa prospettiva, non si rende necessario abbandonare né le tradizionali fattispecie incriminatrici né il principio di colpevolezza individuale, che Ancel fonda non sul libero arbitrio in senso filosofico, bensì sul sentimento di responsabilità quale dato esperienziale della vita sociale. Le innovazioni proposte si concentrano soprattutto sull'esecuzione penale, promuovendo un ampliamento della gamma delle sanzioni per meglio adattarle alle caratteristiche bio-psicologiche dei singoli autori di reato.
La moderazione ideologica della nuova difesa sociale, nel senso indicato da Ancel, ha facilitato una certa ricezione anche nella dottrina penalistica italiana, tradizionalmente legata a un’impostazione giuridico-formalistica. Tra gli studiosi italiani più aperti a tali istanze si distingue Pietro Nuvolone, che ha sostenuto la necessità di connettere i concetti normativi alle acquisizioni delle scienze criminologiche, anche in vista della progettazione di nuove strategie sanzionatorie.
Al movimento della nuova difesa sociale è stato spesso riconosciuto il merito di aver contribuito al rinnovamento del diritto penale e di averne favorito uno sviluppo più attento alla persona. Tuttavia, in una rilettura critica più recente, il moderatismo che ne ha determinato il successo appare anche come il suo principale limite: il richiamo alla necessità di un collegamento con le scienze sociali si è tradotto in un orientamento generico, senza affrontare in modo sistematico le questioni fondamentali legate alla legittimazione del diritto penale.

### Orientamenti attuali della scienza penalistica in Italia
La dottrina penalistica italiana, storicamente caratterizzata da una rigorosa aderenza al metodo tecnico-giuridico, ha cominciato ad ampliare i propri orizzonti a partire dalla metà degli anni Sessanta. Non si è trattato di un rifiuto del tecnicismo giuridico, bensì di un suo rinnovamento alla luce dei principi e dei valori introdotti dalla Costituzione repubblicana. Quest’ultima è stata progressivamente assunta come fonte normativa vincolante e come parametro critico per la revisione di un sistema penale in gran parte ereditato dal periodo fascista.
In una prima fase, l’attenzione si è concentrata principalmente sulle disposizioni costituzionali esplicitamente riferite alla materia penale, in particolare gli articoli 25 e 27 della Costituzione. Ciò ha portato alla valorizzazione del principio di legalità e del divieto di retroattività, nonché a una riflessione più approfondita sul carattere personale della responsabilità penale e sulla funzione rieducativa della pena.
Tuttavia, le prime interpretazioni costituzionali della normativa penale si sono spesso rivelate timide e prudenti. All’intento di promuovere una lettura evolutiva delle leggi penali esistenti si accompagnava infatti la volontà di evitare conflitti insanabili con la legislazione ordinaria. Questa tensione ha portato talvolta a interpretare le norme costituzionali secondo i contenuti della normativa previgente, generando un'inversione metodologica ritenuta problematica.
A partire dai primi anni Settanta, l’approccio costituzionale ha conosciuto un nuovo impulso, favorito dal clima politico e culturale dell’epoca. È in questo contesto che ha preso forma una teoria generale del reato ispirata alla Costituzione, incentrata sulla teoria costituzionale dei beni giuridici penalmente rilevanti. Queste elaborazioni teoriche non erano fini a sé stesse, ma miravano consapevolmente alla progettazione di riforme sistemiche in linea con i principi costituzionali.
Nonostante le ambizioni iniziali, tali progetti di riforma non sono stati pienamente realizzati. La dottrina costituzionalmente orientata del diritto penale non è riuscita a consolidarsi in ricostruzioni univoche e condivise, generando progressivo disincanto. Parallelamente, la dottrina penalistica ha progressivamente perso la capacità di influenzare in modo incisivo l’attività legislativa, venendo meno al compito di mediazione tra sapere accademico e prassi normativa.
La principale causa di questa stasi riformatrice è riconducibile al progressivo deterioramento del contesto politico-istituzionale. Le continue emergenze, affrontate in chiave contingente, hanno ostacolato qualsiasi tentativo di riforma organica del diritto penale sostanziale, lasciando spazio solo a interventi normativi settoriali e spesso incoerenti.
Negli ultimi anni, parallelamente al declino dell’approccio costituzionale, è emerso un rinnovato interesse per un modello integrato di scienza penale. Tale modello si propone di coniugare la riflessione dogmatica con l’analisi delle funzioni politico-criminali degli istituti giuridici, valorizzando al contempo i dati empirici forniti dalle scienze sociali. Si tratta di una prospettiva potenzialmente feconda, ma la sua efficacia risulta ancora limitata dallo scarso sviluppo delle ricerche empiriche nel campo penale in Italia.

## Descrizione
Il sistema penale italiano è fondato sul doppio binario: le pene sono indirizzate a punire il fatto, le misure di sicurezza a prevenire comportamenti illeciti del reo, che si basano su un giudizio di pericolosità sociale della sua personalità.

### Principi generali
Il diritto penale è retto da quattro principi fondamentali:
- Principio di legalità, già accolto dallo Statuto Albertino, ha ricevuto definitiva consacrazione nella Costituzione repubblicana del 1948. È sancito dall'art. 1 del c.p. secondo cui «Nessuno può essere punito per un fatto che non sia espressamente preveduto come reato dalla legge, né con pene che non siano da essa stabilite». L'importanza di questo principio è rafforzata dall'art. 25 comma 2 della Costituzione, che stabilisce: «Nessuno può essere punito se non in forza di una legge che sia entrata in vigore prima del fatto commesso». Il principio di legalità esprime l'applicazione di quattro "sotto principi": 1) la riserva di legge della fonte penale; 2) l'irretroattività della norma penale; 3) la sufficiente determinatezza e la tassativa applicazione della norma penale; 4) il divieto di analogia in malam partem di norma non eccezionale (cfr art. 14 Prel.).
- Principio di materialità non si può ravvisare un reato se la volontà criminale non si manifesta in una condotta esterna
- Principio di offensività la volontà criminale deve manifestarsi in un comportamento esterno che leda o ponga in pericolo uno o più beni giuridici
- Principio di colpevolezza un fatto può essere penalmente attribuito solo se vi sono i presupposti per ritenere sia obiettivamente e soggettivamente imputabile al suo agente. Questo principio si desume dal disposto dell'art. 27, comma 1 della Costituzione, secondo cui "la responsabilità penale è personale".

Oltre a questi è presente anche il concetto di frammentarietà:  il concetto che esprime come l'applicazione del diritto penale avvenga in modo puntiforme, a seguito di una scelta del legislatore che decide quali fatti specifici debbano essere classificati come reati e quindi puniti, lasciando alcune aree dell'agire umano scoperte dal suo intervento.

### Elementi
Questo ramo del diritto pubblico, volto a collegare una sanzione ad un comportamento legalmente previsto come criminoso, è diviso in tre elementi costitutivi: fatto, personalità, conseguenze.
- Fatto giuridico: rappresenta l'oggettività del diritto penale, senza di esso si avrebbe un diritto penale del sospetto, che andrebbe a commisurare la pena in assenza della conseguenza di un comportamento. La necessità di un elemento oggettivo comporta che non sono ammessi processi alle intenzioni, e, secondo un orientamento prevalente, il fatto è penalmente rilevante se vìola il principio di lesività (Nullum crimen sine iniuria).
- Personalità: rappresenta il momento illuminante del diritto penale, significa che il soggetto, affinché possa esser punito deve essere imputabile. Non esiste una norma simile, a parte e più limitatamente v. art. 428 c.c., nell'ordinamento civilistico, in diritto penale l'imputabilità rappresenta la soggettività di diritto penale, senza di questa non avrebbe senso infliggere al colpevole la pena, poiché questa (art. 27 Costituzione) ha finalità retributiva e riabilitativa, e di nessun reinserimento sociale potrebbe beneficiare chi non è in grado di comprendere il significato della pena stessa.
- Conseguenze: sono rappresentate dalle sanzioni che seguono la violazione della norma penale. Anche in diritto civile vi sono conseguenze sanzionatorie della violazione della normativa di riferimento, con l'essenziale differenza, però, che queste hanno solo carattere pecuniario o obbligatorio e consistono in risarcimenti derivanti da responsabilità (contrattuale o extracontrattuale), non potendo avere carattere privativo della libertà personale.

## Limiti all'applicazione
L'ordinamento penale italiano prevede una serie di norme volte a delineare i limiti spaziali e personali dell'applicazione della legge penale.

### Limiti spaziali
L'ordinamento italiano recepisce 4 principi basilari, che non sono applicati in maniera esclusiva o tendenzialmente rilevante, ma in modo concorrente e coordinato:
- principio di territorialità: La legge penale punisce chiunque delinqua nello stato di riferimento;
- principio di difesa (o di tutela): La legge penale si applica a coloro che commettono reati che offendano beni appartenenti allo stato di riferimento o cittadini dello stesso;
- principio di universalità: La legge penale si applica a tutti i reati, ovunque e da chiunque commessi;
- principio di personalità: La legge penale si applica a tutti i reati commessi da un cittadino dello stato di riferimento, indipendentemente dal locus commissi delicti

### Limiti personali
Si estrinsecano attraverso il principio di obbligatorietà, che sottopone alla legge penale tutti coloro, cittadini o stranieri, che si trovino nel territorio dello stato italiano e, in casi specifici, anche cittadini e stranieri che si trovino all'estero.